# Mantophasmatidae
Mantophasmatidae  es una familia de insectos carnívoros sin alas en el orden Notoptera, que fue descubierta en África en el 2001. Originalmente, el taxón fue considerado un orden por derecho propio, y nombrado Mantophasmatodea, pero, la evidencia reciente indica que posee una relación de taxón hermano con Grylloblattidae (anteriormente clasificado en el orden Grylloblattodea), Arillo y Engel han combinado los dos taxones en un solo orden, Notoptera.

## Características
A estos insectos se les suele denominar gladiadores,  escaladores de roca, mantofasmidos, y en forma coloquial, mantos. El centro moderno de endemismo es el oeste de Sudáfrica y Namibia (Macizo de Brandberg), si bien una población residual y fósiles del Eoceno indican que antiguamente tuvo un área de distribución mucho más amplia.
Mantophasmatodea carece de alas aún como adulto, lo cual dificulta su identificación. Se asemejan a un cruce de mantis y fásmidos, y la evidencia molecular indica que están muy relacionados con el enigmático grupo Grylloblattodea. Inicialmente, fueron descriptos a partir de viejos especímenes de museo originalmente recolectados  en Namibia (Mantophasma zephyrum) y Tanzania (M. subsolanum), y de un espécimen de 45-millones de años de antigüedad en ámbar del Báltico (Raptophasma kerneggeri).
Una expedición internacional recolectó especímenes vivos en Namibia a comienzos del año 2002; Tyrannophasma gladiator fue hallado en el Macizo de Brandberg, y Mantophasma zephyrum fue encontrado en el Macizo de Erongoberg.
Desde entonces se han descubierto varios géneros y especies nuevas, por ejemplo los dos géneros Kuboesphasma y Minutophasma, cada uno con una sola especie, descriptos a partir de especímenes recolectados en Richtersveld, Sudáfrica en el 2018.

## Biología
Los mantofasmátidos son carnívoros sin alas. Durante el cortejo, se comunican utilizando vibraciones transmitidas a través del suelo.

## Taxonomía
La clasificación más reciente reconoce varios géneros, incluidos fósiles:
- Basal e incertae sedis
  - Género †Raptophasma Zompro, 2001

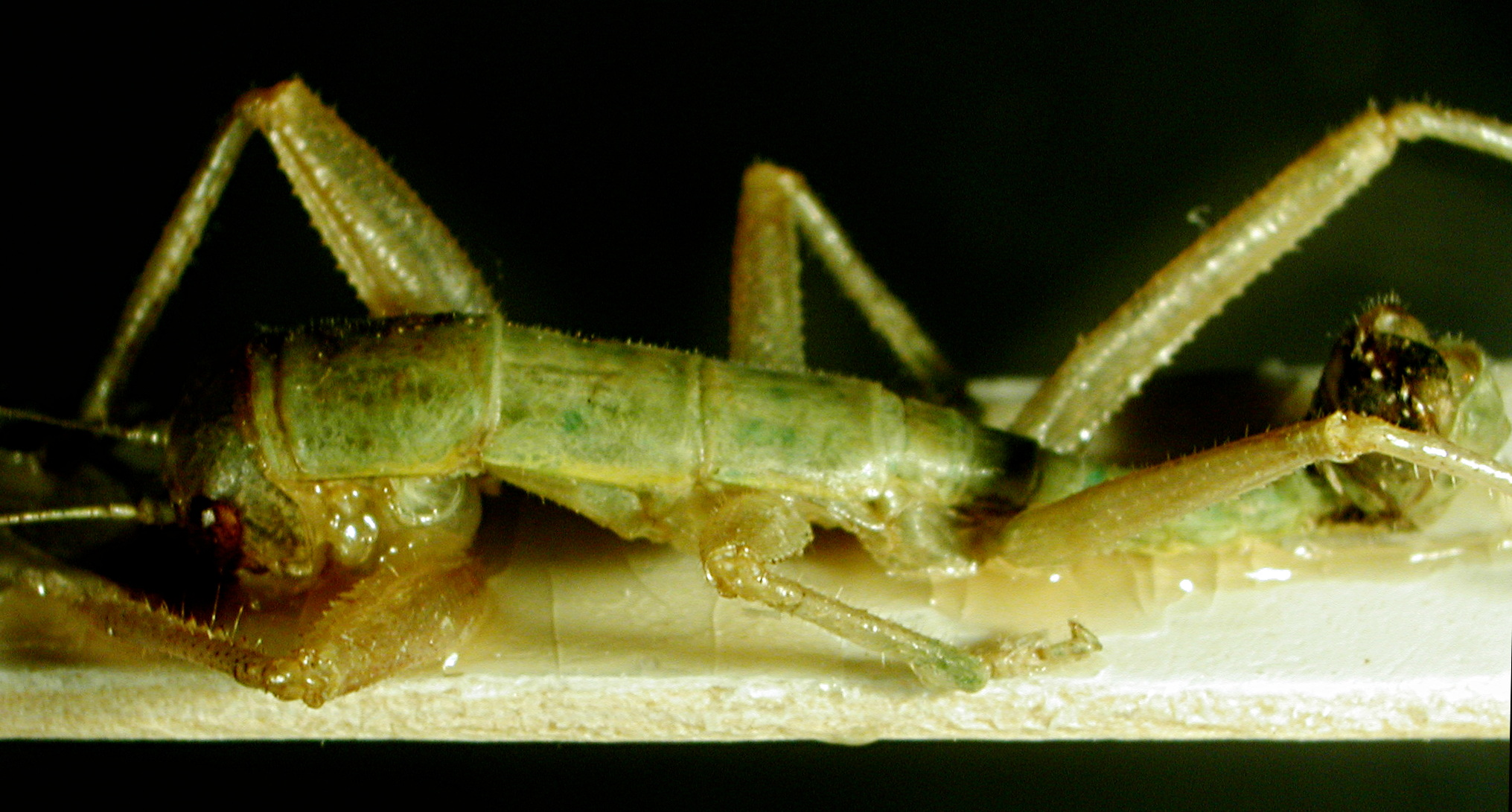
Sin identificar en el Zoologische Staatssammlung München.

  - Género †Adicophasma Engel & Grimaldi, 2004
  - Género †Ensiferophasma Zompro, 2005 (may not belong to Mantophasmatodea)
- Subfamilia Tanzaniophasmatinae
  - Género Tanzaniophasma  Klass, Picker, Damgaard, van Noort, Tojo, 2003
    - Especie Tanzaniophasma subsolana  (Zompro, Klass, Kristensen, & Adis 2002)
- Subfamilia Mantophasmatinae
  - Tribu Tyrannophasmatini
    - Género Praedatophasma Zompro & Adis, 2002
      - Especie Praedatophasma maraisi Zompro & Adis, 2002

    - Género Tyrannophasma Zompro, 2003
      - Especie Tyrannophasma gladiator Zompro, 2003

  - Tribu Mantophasmatini Zompro, Klass, Kristensen, Adis, 2002 (paraphyletic?)
    - Género Mantophasma Zompro, Klass, Kristensen, Adis, 2002
      - Especie Mantophasma gamsbergense Zompro & Adis, 2006
      - Especie Mantophasma kudubergense Zompro & Adis, 2006
      - Especie Mantophasma omatakoense Zompro & Adis, 2006
      - Especie Mantophasma zephyra Zompro, Klass, Kristensen, & Adis 2002

    - Género Pachyphasma Wipfler, Pohl, & Predel, 2012
      - Especie Pachyphasma brandbergense Wipfler, Pohl, & Predel, 2012

    - Género Sclerophasma  Klass, Picker, Damgaard, van Noort, Tojo, 2003
      - Especie Sclerophasma paresisense Klass, Picker, Damgaard, van Noort, & Tojo 2003

  - Tribu Austrophasmatini  Klass, Picker, Damgaard, van Noort, Tojo, 2003
    - Género Austrophasma  Klass, Picker, Damgaard, van Noort, Tojo, 2003
      - Especie Austrophasma caledonense Klass, Picker, Damgaard, van Noort & Tojo, 2003
      - Especie Austrophasma gansbaaiense Klass, Picker, Damgaard, van Noort & Tojo, 2003
      - Especie Austrophasma rawsonvillense Klass, Picker, Damgaard, van Noort & Tojo, 2003

    - Género Hemilobophasma  Klass, Picker, Damgaard, van Noort, Tojo, 2003
      - Especie Hemilobophasma montaguense Klass, Picker, Damgaard, van Noort & Tojo, 2003

    - Género Karoophasma  Klass, Picker, Damgaard, van Noort, Tojo, 2003
      - Especie Karoophasma biedouwense Klass, Picker, Damgaard, van Noort & Tojo, 2003
      - Especie Karoophasma botterkloofense Klass, Picker, Damgaard, van Noort & Tojo, 2003

    - Género Kuboesphasma Wipfler, Theska & Predel, 2018
      - Especie Kuboesphasma compactum Wipfler, Theska & Predel, 2018

    - Género Lobatophasma Klass, Picker, Damgaard, van Noort, Tojo, 2003 (formerly Lobophasma)
      - Especie Lobatophasma redelinghuysense Klass, Picker, Damgaard, van Noort & Tojo, 2003

    - Género Minutophasma Wipfler, Theska & Predel, 2018
      - Especie Minutophasma richtersveldense Wipfler, Theska & Predel, 2018

    - Género Namaquaphasma Klass, Picker, Damgaard, van Noort, Tojo, 2003
      - Especie Namaquaphasma ookiepense Klass, Picker, Damgaard, van Noort, Tojo, 2003

    - Género Striatophasma Wipfler, Pohl & Predel, 2012
      - Especie Striatophasma naukluftense Wipfler, Pohl & Predel, 2012

    - Género Viridiphasma  Eberhard, Picker, Klass, 2011[11]
      - Especie Viridiphasma clanwilliamense Picker, Klass, 2011

Algunos taxonomistas le asignan estado de familia a las subfamilias y tribus, y estado de suborden a la familia. En total existen 21 especies descritas.